# Partido Liberal (1836)
Partido Liberal foi uma agremiação política que reuniu os antigos liberais exaltados (jurujubas) e os poucos liberais moderados que eram partidários a Diogo Antônio Feijó, denominados progressistas. Criado em 1836, durante todo o Segundo Reinado angariou relevância política.
O partido representava uma minoria na Assembléia Geral quando da eleição do padre Feijó para a Regência Una, haja vista que Feijó passou a ter um declínio de seu prestígio, em grande parte devido à frustrada tentativa de golpe de Estado em 30 de julho de 1832. Seus antigos aliados, os principais membros dos chimangos – liberais moderados – fundaram junto aos antigos caramurus – restauradores – o Partido Conservador, principal rival à época.
O isolamento cada vez mais intenso de Feijó o levou à renúncia do cargo de Regente, apenas dois anos após eleito, sendo suplantado por Pedro de Araújo Lima – futuro marquês de Olinda –, o qual elegeu-se na legislatura seguinte. Isso permitiu aos restauradores iniciarem a chamada Reação Conservadora, que contrapunha-se ao Avanço Liberal promovido pelas reformas políticas de Antônio Feijó.
Já em 1840, com as tensões políticas agravadas pelo recesso parlamentar, instituído para que se adiasse a discussão da antecipação da maioridade de D. Pedro de Alcântara, membros do Partido Liberal juntamente com dissidentes do Partido Conservador orquestraram o Golpe da Maioridade, elevando o Príncipe Imperial do Brasil ao trono.
Essa atuação central na sagração antecipada de D. Pedro II teria garantido aos liberais um maior peso político de início. Todavia, em pouco tempo o Partido Conservador voltaria ao centro do poder.
Posteriormente , em 1862, surge o partido progressista .Formado por dissidentes liberais e conservadores, seu  principal líder foi Nabuco de Araujo. O Partido Progressista, porém , teve vida curta ( 1862 - 68 ). Os liberais radicais após a ascensão do partido conservador ( julho - 1868 )uniram-se aos republicanos , já a maioria dos progressistas se uniu aos liberais históricos , fundando o novo Partido Liberal, em 1869.
De acordo com Bóris Fausto, as principais diferenças entre os Partidos Liberal e Conservador seriam a área de influência – os conservadores concentravam-se no Nordeste e no Rio de Janeiro, enquanto os liberais em São Paulo, Minas Gerais e Rio Grande do Sul –, nas questão da centralização do poder – os liberais defendiam uma maior autonomia das províncias –, e suas composições – o Liberal apresentava grande quantidade de profissionais liberais e a incipiente classe burguesa. A defesa da autonomia regional se percebe principalmente nas medidas adotadas por Feijó durante seu governo. O novo Partido Liberal, de 1870, passou a defender um programa político que não se restringia à questão da centralização do poder, defendendo temas como a abolição da escravatura e eleições diretas.